# Federación Alemana de Fútbol
La Federación Alemana de Fútbol (en alemán: Deutscher Fußball-Bund, DFB) es el ente rector del fútbol en Alemania, con sede en Fráncfort del Meno. Fue fundada el 28 de enero de 1900 en Leipzig y es miembro de la FIFA y de la UEFA. 
Organiza las ligas alemanas (Deutsche Meisterschaft) de fútbol, el campeonato de Copa (DFB-Pokal), la Supercopa (DFL-Supercup) y anteriormente la Copa de la Liga (Premiere Ligapokal). Asimismo, está al cargo de la selección de fútbol de Alemania en sus distintas categorías.
Incorpora 25.727 clubes, totalizando más de 6,7 millones de miembros y 171.567 equipos de fútbol de todas las edades, la membresía más grande de cualquier federación deportiva en el mundo. La DFB cuenta con 1.058.990 mujeres entre sus afiliados y 13.420 equipos de fútbol femenino."
Se divide en cinco federaciones regionales con 21 organizaciones regionales.

## Historia
Fue fundada en 1900 en Leipzig por representantes de 86 clubes. 
Entre 1945 y 1990, durante la división de Alemania, el fútbol de Alemania Oriental fue controlado por la Deutscher Fußball Verband der DDR (DFV), la cual fue absorbida por la DFB después de la reunificación.
La mascota oficial es un águila con plumas negras y el pico amarillo llamada Paule (desde el 26 de marzo de 2006).

## Presidentes
- Ferdinand Hueppe (1900-1904)
- Friedrich Wilhelm Nohe (1904-1905)
- Gottfried Hinze (1905-1925)
- Felix Linnemann (1925-1945)
- Peco Bauwens (1949-1962)
- Hermann Gösmann (1962-1975)
- Hermann Neuberger (1975-1992)
- Egidius Braun (1992-2001)
- Gerhard Mayer-Vorfelder (2001-2004)
- Gerhard Mayer-Vorfelder junto a Theo Zwanziger (2004-2006)
- Theo Zwanziger (2006-2012)
- Wolfgang Niersbach (2012-2015)
- Reinhard Grindel (2016-2019)
- Fritz Keller (desde 2019)

## Organización

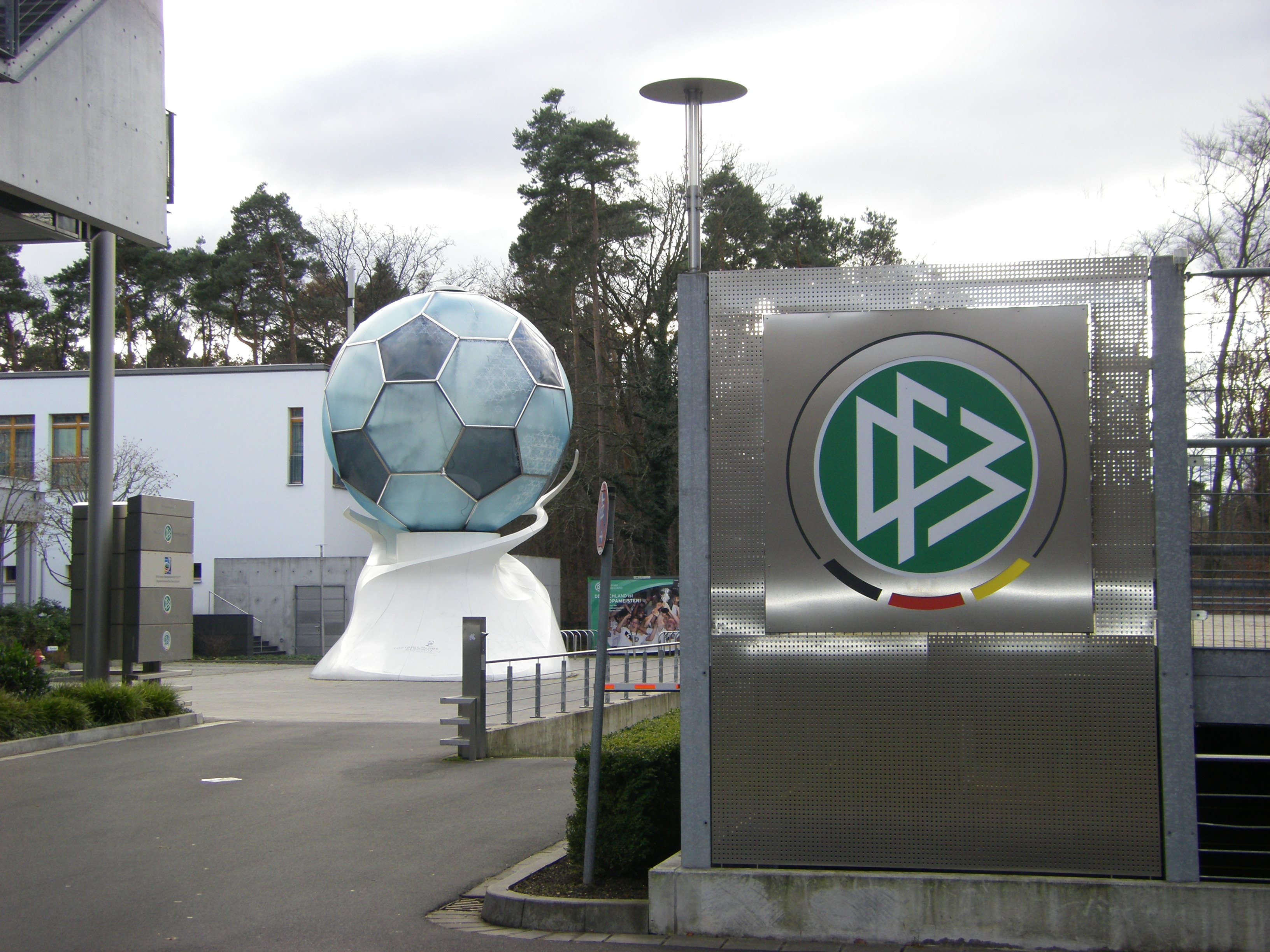
Sede de la DFB en Fránkfurt.

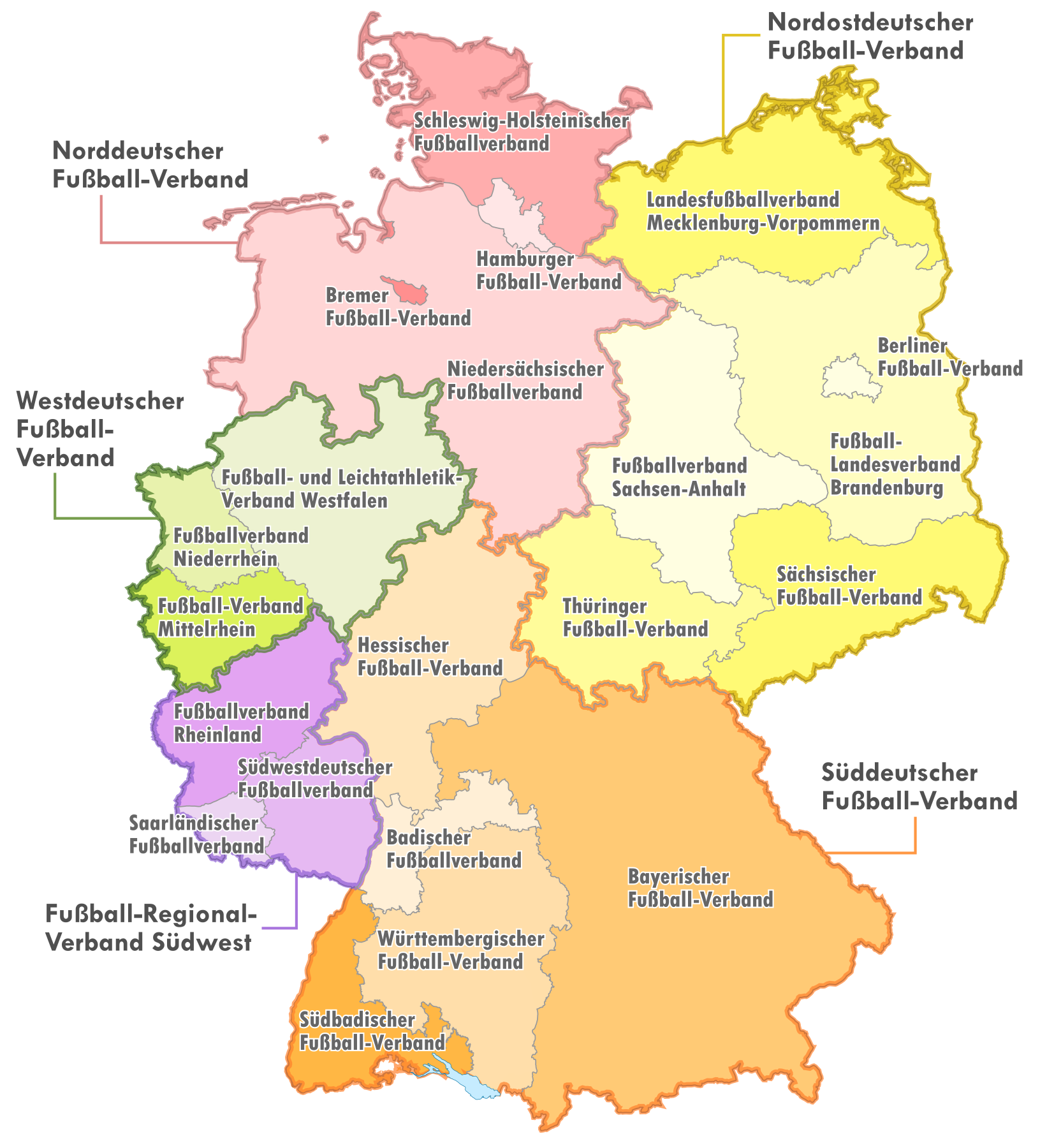
DFB = cinco federaciones regionales, 21 federaciones estatales

La DFB aglutina a 21 federaciones estatales (Landesverbände) que se encargan de la organización del fútbol en los 15 estados o Länder del país. A su vez, estas 21 federaciones se agrupan, por criterios geográficos, en cinco grandes federaciones regionales (Regionalverbände).
- Norddeutscher Fußball-Verband (NFV) (Federación de Fútbol de Alemania del Norte)
  - Schleswig-Holsteinischer Fußball-Verband (SHFV)
  - Hamburger Fußball-Verband (HFV)
  - Bremer Fußball-Verband (BFV)
  - Niedersächsischer Fußball-Verband (NFV)
- Westdeutscher Fußball- und Leichtathletikverband (FLVW) (Federación de Fútbol de Alemania del Este)
  - Fußball-Verband Niederrhein (FVN)
  - Fußball-Verband Mittelrhein (FVM)
  - Fußball- und Leichtathletik-Verband Westfalen (FLVW)
- Fußball-Regional-Verband Südwest (FRVS) (Federación regional de Fútbol del Sureste de Alemania)
  - Fußballverband Rheinland (FVR)
  - Saarländischer Fußballverband (SFV)
  - Südwestdeutscher Fußballverband (SWFV)
- Süddeutscher Fußball-Verband]] (SFV) (Federación de Fútbol de Alemania del Sur)
  - Hessischer Fußball-Verband (HFV)
  - Badischer Fußballverband (BFV)
  - Südbadischer Fußball-Verband (SBFV)
  - Württembergischer Fußball-Verband (WFV)
  - Bayerischer Fußball-Verband (BFV)
- Nordostdeutscher Fußball-Verband (NOFV) (Federación de Fútbol del Nordeste de Alemania)
  - Landesfußballverband Mecklenburg-Vorpommern (LFV)
  - Fußballverband Sachsen-Anhalt (FSA)
  - Berliner Fußball-Verband (BFV)
  - Fußball-Landesverband Brandenburg (FLB)
  - Thüringer Fußballverband (TFV)
  - Sächsischer Fußball-Verband (SFV)

## Competiciones organizadas por la DFB
- Bundesliga (Nivel I)
- 2. Bundesliga (Nivel II)
- 3. Liga (Nivel III) (Organizada por las 21 federaciones regionales o locales alemanas)
- Regionalliga (Nivel IV) (Organizada por las 21 federaciones regionales o locales alemanas)
- Oberliga (Nivel V) (Organizada por las 21 federaciones regionales o locales alemanas)
- Landesliga o Verbandsliga (Nivel VI e inferiores) (Organizada por las 21 federaciones regionales o locales alemanas)

- Copa de Alemania (DFB-Pokal)
- Supercopa de Alemania (DFL-Supercup)

## Palmarés

### Selecciones de fútbol masculino

#### Absoluta
| Competición               | Campeón                     | Subcampeón                  | Tercer puesto               |
| ------------------------- | --------------------------- | --------------------------- | --------------------------- |
| Copa Mundial de Fútbol    | 4 (1954, 1974, 1990 y 2014) | 4 (1966, 1982, 1986 y 2002) | 4 (1934, 1970, 2006 y 2010) |
| Eurocopa                  | 3 (1972, 1980 y 1996)       | 3 (1976, 1992 y 2008)       | 3 (1988, 2012 y 2016)       |
| Copa FIFA Confederaciones | 1 (2017)                    | -                           | 1 (2005)                    |

#### Olímpica
| Competición               | Campeón | Subcampeón | Tercer puesto |
| ------------------------- | ------- | ---------- | ------------- |
| Torneo Olímpico de Fútbol | -       | 1 (2016)   | 1 (1988)      |

#### Sub-21
| Competición     | Campeón               | Subcampeón      | Tercer puesto |
| --------------- | --------------------- | --------------- | ------------- |
| Eurocopa Sub-21 | 3 (2009, 2017 y 2021) | 2 (1982 y 2019) | -             |

#### Sub-20
| Competición                   | Campeón  | Subcampeón | Tercer puesto |
| ----------------------------- | -------- | ---------- | ------------- |
| Copa Mundial de Fútbol Sub-20 | 1 (1981) | 1 (1987)   | -             |

#### Sub-19
| Competición     | Campeón               | Subcampeón                        | Tercer puesto         |
| --------------- | --------------------- | --------------------------------- | --------------------- |
| Eurocopa Sub-19 | 3 (1981, 2008 y 2014) | 5 (1954, 1972, 1994, 1998 y 2002) | 3 (1961, 1986 y 2000) |

#### Sub-17
| Competición                   | Campeón                     | Subcampeón                        | Tercer puesto                     |
| ----------------------------- | --------------------------- | --------------------------------- | --------------------------------- |
| Copa Mundial de Fútbol Sub-17 | 1 (2023)                    | 1 (1985)                          | 2 (2007 y 2011)                   |
| Eurocopa Sub-17               | 4 (1984, 1992, 2009 y 2023) | 5 (1982, 1991, 2011, 2012 y 2015) | 5 (1995, 1997, 1999, 2016 y 2017) |

### Selecciones de fútbol femenino

#### Absoluta
| Competición                     | Campeón                                             | Subcampeón | Tercer puesto               |
| ------------------------------- | --------------------------------------------------- | ---------- | --------------------------- |
| Copa Mundial Femenina de Fútbol | 2 (2003 y 2007)                                     | 1 (1995)   | -                           |
| Eurocopa Femenina               | 8 (1989, 1991, 1995, 1997, 2001, 2005, 2009 y 2013) | 1 (2022)   | -                           |
| Torneo Olímpico de Fútbol       | 1 (2016)                                            | -          | 4 (2000, 2004, 2008 y 2024) |

#### Sub-20
| Competición                            | Campeón               | Subcampeón | Tercer puesto   |
| -------------------------------------- | --------------------- | ---------- | --------------- |
| Copa Mundial Femenina de Fútbol Sub-20 | 3 (2004, 2010 y 2014) | 1 (2012)   | 2 (2002 y 2008) |

#### Sub-19
| Competición              | Campeón                                | Subcampeón                  | Tercer puesto |
| ------------------------ | -------------------------------------- | --------------------------- | ------------- |
| Eurocopa Femenina Sub-19 | 6 (2000, 2001 2002, 2006, 2007 y 2011) | 4 (1999, 2004, 2018 y 2019) | -             |

#### Sub-17
| Competición                            | Campeón                                            | Subcampeón | Tercer puesto   |
| -------------------------------------- | -------------------------------------------------- | ---------- | --------------- |
| Copa Mundial Femenina de Fútbol Sub-17 | -                                                  | -          | 1 (2008)        |
| Eurocopa Femenina Sub-17               | 8 (2008, 2009 2012, 2014, 2016, 2017, 2019 y 2022) | 1 (2018)   | 2 (2010 y 2011) |

### Clubes

#### Sección fútbol masculino
| Competición                       | Títulos | Año                                                                     |
| --------------------------------- | ------- | ----------------------------------------------------------------------- |
| Liga de Campeones de la UEFA      | 8       | 1973/74, 1974/75, 1975/76, 1982/83, 1996/97, 2000/01, 2012/13, 2019/20. |
| Copa Intercontinental             | 3       | 1976, 1997, 2001.                                                       |
| Copa Mundial de Clubes de la FIFA | 2       | 2013, 2020.                                                             |
| Copa Intertoto de la UEFA         | 8       | 1996, 1998, 2000, 2002, 2003, 2004, 2005, 2007.                         |
| Liga Europa de la UEFA            | 7       | 1974/75, 1979/80, 1978/79, 1987/88, 1995/96, 1996/97, 2021/22.          |
| Recopa de Europa                  | 5       | 1965/66, 1966/67, 1973/74, 1976/77, 1991/92.                            |
| Supercopa de Europa               | 2       | 2013, 2020.                                                             |

#### Sección fútbol femenino
| Competición                           | Títulos | Año                                                                              |
| ------------------------------------- | ------- | -------------------------------------------------------------------------------- |
| Liga de Campeones Femenina de la UEFA | 9       | 2001/02, 2004/05, 2005/06, 2007/08, 2008/09, 2009/10, 2012/13, 2013/14, 2014/15. |